# 賴祿孫
赖禄孙，元朝汀州宁化（今福建省宁化县）人。
元仁宗延祐年间，其母生病，当时蔡五九作乱，他背着母亲跟随邑人逃到南山。蔡五九的部下到了之后，众人逃走，赖禄孙守着母亲没有离开。变民将杀其母，赖禄孙以身遮挡：“不要伤害我母，宁可杀我。”母亲口渴，没找到水，赖禄孙用唾液润湿她的嘴唇。变民相顾感叹，不忍加害，反而取水给他。有人掠走其妻，同伙责怪他：“为什么要侮辱孝子妇。”于是放了。朝廷得知他的事迹，赐下褒奖和表彰。